# Balcón de las Artes Escénicas
El Balcón de las Artes Escénicas es uno de los espacios escénicos con que contó la Expo 2008 que se desarrolló en Zaragoza del 14 de junio al 14 de septiembre de 2008.
Doce son las propuestas que el balcón ofreció al visitante a través de espectáculos breves, de duración inferior a cuarenta y cinco minutos. Los espectáculos presentaron una muestra de la universalidad y la multiculturalidad del encuentro a través de representaciones provenientes de los cinco contiententes que abarcaban manifestaciones artísticas como baile, música, poesía o vídeo arte. 
Los espectáculos programados son los siguientes:
- Mondomono
- Los músicos del Titanic
- Dentro de mi otra isla
- Donne
- Ceremonial de la danza
- Le cabaret de quat' sous
- Claros de luna
- Ether, Bhakti
- Ondinas
- Un mundo enfermo
- Bridging puentes
- Desordances 3